# Liste des évêques d'Avellino
Cette liste recense les évêques qui se sont succédé à la tête du diocèse d'Avellino. 

## Évêques d'Avellino
- Timoteo (vers 492/496)
- Saint Sabin d'Avellino (mentionné en 525)
- Truppualdo (mentionné en 1053)
- Goffredo (mentionné en 1059)
- Pietro (? - 1068)
- Anonyme (mentionné en 1071)
- Giovanni I (1114-1126)
- Roberto (mentionné en 1133)
- Vigilanzio (mentionné en 1145)
- Guglielmo (1167-1207)
- Ruggero (1215-1242)
  - Giacomo (évêque élu par le chapitre de la cathédrale mais non consacré par l'archevêque de Benevent).
- Giovanni II (1264-1266)
  - Siège vacant (1266-1288)
  - Leonardo (évêque élu)
- Benedetto (1288-1294)
- Francesco, O.F.M (1295-1310)
- Nicola I, O.P (1311-1324)
- Goffredo Del Tufo (1325-1326) nommé évêque de Tricarico
- Natimbene, O.E.S.A (1326-1334) nommé évêque de Trivento
- Nicola II, O.P (1334-1351)
- Raimondo, O.F.M (1351-1363)
- Nicola III, O.F.M (1363-1391)
- Matteo (1391-1422)
- Francesco Palombo (1423-1431) nommé évêque de Melfi
- Fuccio (1432-1466)

## Évêque d'Avellino et Frigento
- Battista de Ventura (1466-1492)
- Antonio De Pirro (1492-1503)
  - Bernardino López de Carvajal (1503-1505) administrateur apostolique
- Antonio De Caro (1505-1507) nommé évêque de Nardò
- Gabriele Setario (1507-1510)
- Giovanni Francesco Setario (1510-1516)
- Arcangelo Madrignano (1516-1520)
- Silvio Messaglia, O.Cist (1520-1544)
- Geronimo Albertino (1545-1548)
  - Bartolomé de la Cueva de Albuquerque (1548-1549) administrateur apostolique
- Ascanio Albertini (1549-1580)
- Pietrantonio Vicedomini (1580-1591)
- Fulvio Passerini (1591-1599) nommé évêque de Pistoia
- Tommaso Vannini (1599-1609)
- Muzio Cinquini (1609-1625)
- Bartolomeo Giustiniani (1626-1653)
- Lorenzo Pollicini (1653-1656)
- Tommaso Brancaccio (1656-1669) nommé évêque de Nardò
- Giovanni Battista Lanfranchi, C.R (1670-1673)
- Carlo Pellegrini (1673-1678)
- Francesco Scannagatta (1679-1700)
- Emanuele Cicatelli (1700-1703)
- Pietro Alessandro Procaccini (1704-1722)
- Francesco Antonio Finy (1722-1726)
- Cherubino Tommaso Nobilione, O.P (1726-1726) nommé évêque d'Andria
- Giovanni Paolo Torti Rogadei, O.S.B (1726-1742)
- Antonio Maria Carafa, C.R (1742-1745)
- Felice Leone, O.S.A (1745-1754)
- Benedetto Latilla, C.R.L (1754-1760)
- Gioacchino Martinez (1760-1782)
  - Siège vacant (1782-1792)
- Sebastiano de Rosa (1792-1810)
  - Siège vacant (1810-1818)

## Évêques d'Avellino
- Domenico Novi Ciavarria (1818-1841)
- Giuseppe Palma, O.Carm. (1843-1843)
- Giuseppe Maria Maniscalco, O.F.M (1844-1854) nommé évêque du diocèse de Caltagirone
- Francesco Gallo (1855-1896)
- Serafino Angelini (1896-1908)
- Giuseppe Padula (1908-1928)
- Francesco Petronelli (1929-1939) nommé évêque de Trani et Barletta
- Guido Luigi Bentivoglio, O.C.S.O (1939-1949) nommé archevêque coadjuteur de l'archidiocèse de Catane
- Gioacchino Pedicini (1949-1967)
- Pasquale Venezia (1967-1987)
- Gerardo Pierro (1987-1992) nommé archevêque de Salerne-Campagna-Acerno
- Antonio Forte, O.F.M (1993-2004)
- Francesco Marino (2004-2016) nommé évêque de Nole
- Arturo Aiello (depuis 2017)

## Sources
« Diocese of Avellino », sur www.catholic-hierarchy.org